# Hansa-Brandenburg W 16
Die Hansa-Brandenburg W 16 war ein deutsches, von Hansa-Brandenburg entwickeltes Schwimmer-Jagdflugzeug des Ersten Weltkrieges. Nach dem Bezeichnungssystem der Kaiserlichen Marine war sie ein Luftfahrzeug der Kategorie ED („Einsitzer-Schwimmer-Flugzeug mit einem oder zwei starren M-G“).

## Entwicklung
Die W 16 wurde von Ernst Heinkel als ähnlicher Parallelentwurf zu seinem maritimen Jagdflugzeug KDW entwickelt, der als größten Unterschied nicht das Tragwerk verbindende und von ihm entwickelte Strebensystem, die sogenannten Heinkel-Spinne, erhielt, sondern als verbindendes Element von Ober- und Unterflügel lediglich zwei V-Streben sowie zwei stützende I-Streben zum Rumpf hin. Die untere, kürzere Tragfläche erhielt nach dem Vorbild der leichten französischen Nieuport-Jäger lediglich einen Flächenholm und das Kreuzleitwerk wurde freitragend ausgearbeitet. Solchermaßen ausgeführt wog die W 16 fast 130 kg weniger als ihre hauseigene Konkurrentin KDW. Als Antrieb diente ein Oberursel-Umlaufmotor, der eine starre und mit einer großen Nabenverkleidung versehene, zweiblätterige Holzluftschraube antrieb. Das Reichsmarineamt gab am 17. November 1916 drei Exemplare in Auftrag, denen die Marinenummern 1077–1079 zugeteilt wurden. Die Flugzeuge wurden noch 1916 produziert und im Januar des folgenden Jahres dem Seeflugzeug-Versuchskommando (SVK) in Warnemünde zur Erprobung übergeben. Im Februar 1917 absolvierte der erste Prototyp dort seinen Erstflug. Die folgenden Flugtests entsprachen wahrscheinlich nicht den Erwartungen, denn die W 16 blieb trotz der leichteren Bauweise mit 170 km/h unter der Höchstgeschwindigkeit der KDW (172–175 km/h). So gab das SVK nach erfolgter Abnahme am 22. März keine Empfehlung für eine Serienfertigung und es blieb, im Gegensatz zur KDW, bei drei gebauten W 16.

## Technische Daten
| Kenngröße                       | Daten |
| ------------------------------- | --- |
| Besatzung                       | 1 |
| Spannweite                      | 9,25 m (oben) 7,7 m (unten)                                                                                              |
| Länge                           | 7,35 m |
| Höhe                            | 2,925 m |
| Flügelfläche                    | 21,35 m² |
| Flügelstreckung                 | 4,01 |
| Flächenbelastung                | 42,00 kg/m² |
| Leistungsbelastung              | 5,16 kg/PS |
| Rüstmasse                       | 636 kg |
| Zuladung                        | 260 kg |
| Nutzlast                        | 58 kg |
| Startmasse                      | 896 kg |
| Antrieb                         | ein luftgekühlter Vierzehnzylinder-Umlaufmotor Oberursel U III mit starrer Rathjen-Holzluftschraube (⌀ 2,75 m)           |
| Nennleistung effektive Leistung | 160 PS (118 kW) bei 1200/min 155 PS (114 kW) in Bodennähe                                                                |
| Kraftstoffvorrat                | 173 l (122,5 kg) |
| Höchstgeschwindigkeit           | 170 km/h in Bodennähe |
| Marschgeschwindigkeit           | 150 km/h |
| Steigzeit                       | 3,9 min auf 500 m Höhe 5,0 min auf 1000 m Höhe 8,2 min auf 1500 m Höhe 12,6 min auf 2000 m Höhe 27,0 min auf 3000 m Höhe |
| Reichweite                      | 300 km |
| Flugdauer                       | 2 h |
| Startlauf                       | 10 s bei 0–1 m/s Wind |
| Bewaffnung                      | zwei starre 7,9-mm-MG |